# 溪龜屬
溪龜屬（學名：Rheodytes）是蛇頸龜科下的一個屬。
該屬包含以下物種：
- 溪龜（Rheodytes leukops）
- †Rheodytes devisi